# 弗克拉河

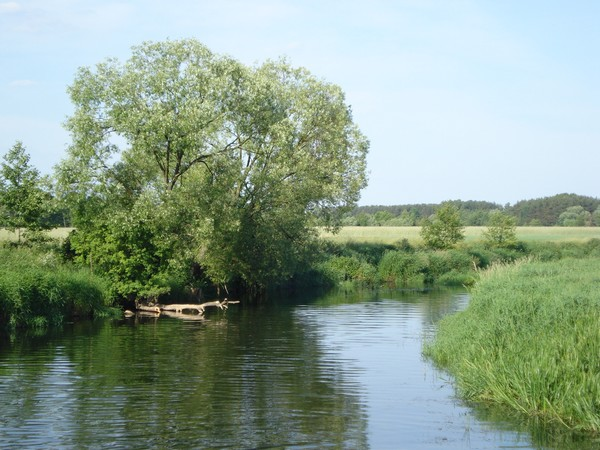

弗克拉河是波蘭的河流，位於該國東北部，屬於納雷夫河的支流，河道全長249公里，流域面積5,322平方公里，河畔城鎮有別容、格利諾耶茨克和馬佐夫舍地區新莊園。
52°26′45″N 20°44′43″E / 52.44583°N 20.74528°E